# Aliança (Pernambuco)
Aliança é um município brasileiro do estado de Pernambuco. Localiza-se a uma latitude 07º36'12" sul e a uma longitude 35º13'51" oeste, estando a uma altitude de 123 metros. De acordo com estimativas do Instituto Brasileiro de Geografia e Estatística (IBGE), sua população era de 35,741 habitantes em 2022.

## Origem do Nome
No ano de 1862, chegou ao povoado da Chã dos Bodes (atual Aliança) o Frei Caetano de Messina, OFM Cap, designado para fazer algumas missões. O religioso ficou impressionado com a união da população que se juntou e mais tarde construiu a Capela de Nossa Senhora do Rosário. Em uma das sua várias homilias, o sacerdote proferiu a seguinte frase: "Isso é que é uma verdadeira aliança", sugerindo depois o nome de Aliança para o lugar.

## História
O povoamento iniciou-se no século XIX por três irmãos muito unidos. A construção de uma capela de taipa aglutinou a população no povoado.
Pelo Decreto Estadual 142 de 30 de maio de 1891, o Distrito de Paz de Aliança se uniu aos de Angélicas e Vicência, e, sob esta denominação, foi elevada à condição de Vila.
A Lei Estadual 72 de 16 de maio de 1895 revogou o Decreto Estadual 142, voltando Aliança à condição de Distrito.
O distrito foi elevado à condição de vila pela lei estadual 991, de 1 de julho de 1909, ainda ligada ao município de Nazaré.
O município foi criado pela Lei Estadual 1931 de 11 de setembro de 1928, iniciando suas atividades administrativas próprias em 1 de janeiro de 1929.
Pela divisão administrativa de 1933, o município era constituído de 4 distritos: Aliança, Lagoa Seca, Nossa Senhora do Ó e Lapa.
Em 1938, pelo decreto-lei estadual 92, o distrito de Nossa Senhora do Ó passo a ser chamado Tupaoca e, pelo decreto-lei estadual 235, o distrito de Lagoa Seca passou a ser denominado Upatininga. O decreto-lei estadual 952, de 1943, mudou o nome do distrito de Lapa para Macujê.
Assim, pela divisão territorial de 1960, os 4 distritos que constituem Aliança são: Aliança, Macujê, Tupaoca e Upatininga.
Os dados contidos em livros históricos da biblioteca municipal do Recife, contam que o território do município de Aliança desenvolveu-se por si só, e não foi desmembrado dos municípios de Goiana e Nazaré da Mata.

## Geografia
O município da Aliança está localizado na mesorregião Mata e na Microrregião Mata Setentrional do Estado de Pernambuco, limitando-se a norte com Ferreiros e Itambé, a sul com Nazaré da Mata, a leste com Condado, e a oeste com Timbaúba e Vicência. A área municipal ocupa 266,46 km² e representa 0,27 % do Estado de Pernambuco. Está inserido na Folha SUDENE de Limoeiro na escala 1:100.000.
Tem como distritos Macujê, Tupaóca, Upatininga, Caueiras e Chã do Esconso. O acesso é feito pela PE-005, BR-408, e PE-062.
O município de Aliança está localizado no planalto da Borborema; há várias serras de altitudes medianas. O município apresenta também peneplanos conhecidos como chãs. O relevo é movimentado, com vales profundos e estreitos dissecados. Os solos variam com as altitudes:
- Nas superfícies suave onduladas a onduladas: observa-se tanto os planossolos, medianamente profundos, fortemente drenados, ácidos a moderadamente ácidos e fertilidade natural média,  quanto os Podzólicos, que são profundos, textura argilosa, e fertilidade natural média a alta.
- Nas Elevacões: observa-se os solos litólicos, rasos, textura argilosa e fertilidade natural média.
- Nos Vales dos rios e riachos: verifica-se a ocorrência de Planossolos, medianamente profundos, imperfeitamente drenados, textura média/argilosa, moderadamente ácidos, fertilidade natural alta e problemas de sais.

Observam-se ainda afloramentos de rochas.
O município de Aliança está inserido geologicamente na Província Borborema, constituído principalmente pelos litotipos dos complexos Salgadinho e Vertentes, granitóides indiscriminados e pelo Grupo Barreiras. Os terrenos são preponderadamente pré-cambrianos, proterozóicos (ciclo Tranzamazônico e mais jovens) com forte presença de gnaisses, granitos e xistos incluídos no sistema de dobramentos Pajeú-Paraíba.
A vegetação nativa é própria da zona da mata nordestina, composta por Florestas Subcaducifólia e Caducifólia.
O município de Aliança encontra-se inserido nos domínios da bacia hidrográfica do Rio Goiana, mas a cidade é cortada pelo Rio Siriji que nasce na cidade de São Vicente Férrer no Agreste pernambucano.

## Filhos ilustres
- Ver Biografias de aliancenses notórios